# Thibaudia sessiliflora
Thibaudia sessiliflora är en ljungväxtart som först beskrevs av Albert Charles Smith, och fick sitt nu gällande namn av J.L. Luteyn. Thibaudia sessiliflora ingår i släktet Thibaudia och familjen ljungväxter. Inga underarter finns listade i Catalogue of Life.